# Heterophasia
A Heterophasia a madarak osztályának verébalakúak (Passeriformes) rendjébe és a  Leiothrichidae családjába tartozó nem.

## Rendszerezésük
A nemet Edward Blyth angol zoológus írta le 1842-ben, jelenleg az alábbi 8 fajt sorolják ide:
- hosszúfarkú szíbia (Heterophasia picaoides)
- fehérfülű szíbia (Heterophasia auricularis)
- kucsmás szíbia (Heterophasia capistrata)
- pompás szíbia (Heterophasia pulchella)
- szürke szíbia (Heterophasia gracilis)
- feketefejű szíbia (Heterophasia desgodinsi)
- feketehátú szíbia (Heterophasia melanoleuca)
- vöröshátú szíbia (Heterophasia annectens[2] vagy Leioptila annectans)[1]

## Előfordulásuk
Dél- és Délkelet-Ázsia területén honosak. A természetes élőhelyük a szubtrópusi, trópusi és mérsékel övi erdők és cserjések.

## Megjelenésük
Testhossza 18,5-34 centiméter közötti.

## Életmódja
Rovarokkal, nektárral, gyümölcsökkel, bogyókkal és magvakkal táplálkoznak.